# Libertà di panorama
La libertà di panorama (in inglese freedom of panorama) è una limitazione del diritto d'autore che consente di scattare e riprodurre fotografie di edifici, opere e luoghi pubblici, senza infrangere il diritto d'autore di alcuno.
La libertà di panorama è di norma soggetta a speciali regolamentazioni nelle leggi sul copyright locali, emanate con lo scopo di garantire una ragionevole libertà di fotografare in luoghi pubblici. Queste norme, in genere, consentono di scattare e pubblicare fotografie di edifici visibili al pubblico e scene non private da luoghi pubblici. L'estensione degli usi consentiti per queste fotografie è di solito ampia e dipende dalla particolare formulazione della legge o della clausola.

Mappa dello stato di libertà di panorama nei paesi europei:
Esiste libertà di panorama, anche per opere d'arte.
Esiste libertà di panorama solo per edifici.
Esiste libertà di panorama solo per uso non-commerciale.
Non esiste libertà di panorama.
Sconosciuto. (Andorra, San Marino, Monaco e Malta)

     Esiste libertà di panorama, anche per opere d'arte.
     Esiste libertà di panorama solo per edifici.
     Esiste libertà di panorama solo per uso non-commerciale.
     Non esiste libertà di panorama.
     Sconosciuto. (Andorra, San Marino, Monaco e Malta)

## Legislazioni internazionali
La situazione legale della libertà di panorama è differente nei vari paesi o unioni economiche.

### America settentrionale

#### Stati Uniti d'America
Gli edifici sono opere soggetta a copyright negli Stati Uniti in accordo alla 17 USC 102(a)(8) fin dal Architectural Works Copyright Protection Act approvato nel 1990. Si applica a tutti gli edifici che sono stati completati dopo il 1º dicembre 1990 indipendentemente dalla data di inizio o agli edifici i cui progetti sono stati pubblicati dopo questa data.
La legge federale nella 17 USC 120(a) statunitense esonera esplicitamente dalla legge sul copyright le fotografie degli edifici, distinguendo così il copyright sugli edifici da quello sulle fotografie. Quindi le immagini di qualsiasi tipo di edifici in luoghi pubblici ante 1990 sono libere; per gli edifici post 1990 invece sono libere solo le fotografie e gli altri tipi di immagine degli interi edifici purché ritraggano l'edificio così come può essere visto da un luogo pubblico, mentre i singoli particolari artistici che li compongono sono sottoposti a copyright. Il fotografo detiene il copyright esclusivo sull'immagine mentre l'architetto o il proprietario dell'edificio non ha alcun diritto sull'immagine e può utilizzare la fotografia per qualunque scopo. 17 USC 120 si applica solo ad opere di architettura, non ad altre opere dell'arte figurativa come le statue o le sculture. Per le opere d'arte, a meno che non siano installate permanentemente in un luogo pubblico, la legge degli Stati Uniti sul copyright non ha alcuna eccezione simile e ogni pubblicazione di immagini di opere d'arte protette da copyright deve essere autorizzata dal detentore del copyright.

### Europa
C'è una direttiva del Parlamento Europeo sull'armonizzazione della legge sul copyright 2001/29/EC che asserisce, nell'articolo 5 sezione 3 lettera h, che la legge sul copyright degli stati membri può restringere i diritti di copyright per sculture ed edifici esposti al pubblico:
Gli stati membri possono tener conto di eccezioni o limitazioni ai diritti concessi negli articoli 2 e 3 nei seguenti casi: (...) (h) uso di opere, come opere dell'architettura o della scultura, fatte per essere installate permanentemente in luoghi pubblici;
- Il testo della direttiva 2001/29/EC del Parlamento Europeo, su eur-lex.europa.eu.

#### Austria
La libertà di scattare fotografie in luoghi pubblici è leggermente più estesa rispetto alla legge tedesca, poiché include anche le zone accessibili al pubblico all'interno degli edifici (vedi § 54 clausola 5 dell'Austrian UrhG).
- (DE) Legge austriaca sul copyright, §54, su internet4jurists.at.

#### Belgio
In Belgio la libertà di panorama è stata introdotta il 16 giugno 2016, con il comma 2/1° dell'articolo 190, titolo 5, libro XI del Codice di diritto economico, che recita:
«Se l'opera è stata pubblicata legalmente, l'autore non può impedire: [...]
2/1°. la riproduzione e la comunicazione al pubblico di opere dell'arte plastica, grafica o architettonica destinati ad essere collocati stabilmente in spazi pubblici, purché l'opera sia riprodotta o comunicata così com'è e che la riproduzione o comunicazione non sia in contrasto con l'ordinario sfruttamento dell'opera e non causi danni non giustificati ai legittimi interessi dell'autore.»
Prima di questa data in Belgio non era prevista la libertà di panorama.
- (FR) Codice di diritto economico belga, su ejustice.just.fgov.be.
- (DE) Codice di diritto economico, su ejustice.just.fgov.be.

#### Danimarca
L'articolo 24 della legge danese sul copyright consente la libertà di panorama per gli edifici, ma non estende la norma alle altre opere d'arte situate in luoghi pubblici. Le immagini non possono essere pubblicate per fini commerciali quando l'edificio è il soggetto principale.
- (EN) Traduzione non ufficiale della legge danese sul copyright (PDF) [collegamento interrotto], su kum.dk.

#### Estonia
Il § 20 della legge estone sul copyright consente un interessante tipo di libertà di panorama; infatti permette di scattare fotografie e pubblicare qualsiasi tipo di lavoro creativo, incluse altre fotografie, che sono esposte permanentemente in luogo pubblico. Però l'opera non deve costituire il motivo principale per cui è stata scattata la fotografia e non deve essere utilizzata in pubblicità; ciò significa che la libertà di panorama in questo paese è consentito solamente per scopi non commerciali. 
- (EN) Traduzione della legge (PDF), su esis.ee. URL consultato il 3 settembre 2008 (archiviato dall'url originale il 26 agosto 2008).

#### Finlandia
L'articolo 25a della legge finlandese sul copyright permette la libertà di panorama per gli edifici, sia all'esterno sia all'interno. La norma però non si estende alle altre opere d'arte situate in luoghi pubblici. Le fotografie non possono essere utilizzate a scopi commerciali se le opere costituiscono l'elemento centrale dell'immagine.
- (EN) Traduzione non ufficiale della legge [collegamento interrotto], su portal.unesco.org.

#### Germania
È possibile, grazie all'articolo 59 del Urheberrechtsgesetz (UrhG), scattare e rendere pubbliche fotografie o riprese video di opere che si trovano in maniera permanente lungo pubbliche vie, strade o piazze.
Per quanto concerne un'opera di architettura, il paragrafo (1) dello stesso articolo limita tuttavia tale possibilità al caso di una "vista esterna". In questo contesto, la Corte di giustizia federale tedesca (BGH) ha stabilito che la predetta possibilità non vale per parti di un edificio che non sono visibili da una strada/piazza pubblica, come ad esempio facciate rivolte verso cortili interni o giardini privati. La limitazione a una "vista esterna" implica inoltre il divieto di pubblicare qualsiasi foto/video che riprende gli interni di un edificio, i quali costituiscono per definizione una "vista interna"; in questo contesto, il luogo da cui gli interni vengono ripresi è irrilevante.
Per l'articolo 62, il diritto di modifica delle fotografie e la produzione di opere derivate devono essere autorizzati dal detentore del copyright.
- (EN) Traduzione non ufficiale della legge sul copyright, su germanlawarchive.iuscomp.org.
- (DE) Testo originale della legge tedesca sul copyright, su bundesrecht.juris.de.

#### Irlanda
§93 della legge irlandese sul copyright consente di scattare fotografie di sculture, edifici e opere artistiche di artigianato permanentemente installate in luoghi pubblici o luoghi chiusi aperti al pubblico e di utilizzare le immagini per qualsiasi scopo. Analogamente alla situazione britannica, avendo la legge praticamente lo stesso testo, la norma dovrebbe applicarsi solo ai soggetti tridimensionali, escludendo le opere bidimensionali come i murales. 
- Copyright and Related Rights Act, 2000, su cai.ie, n. 28, 2000.[5]

#### Italia
La legge italiana sul diritto d'autore non contiene alcuna eccezione per le fotografie scattate in luoghi pubblici.
L'articolo 70 della legge 633/1941 permette la riproduzione fotografica di opere con fini «di critica o di discussione» e «purché non costituisca concorrenza all'utilizzazione economica dell'opera». Questa concorrenza può configurarsi nella stessa pubblicazione anche senza scopo di lucro, motivo per cui è vietata la riproduzione di brani musicali.
Il problema della libertà di panorama, per il sottosegretario Danielle Mazzonis, «chiaramente non riguarda le opere considerate beni culturali, ossia aventi più di cinquant'anni e di interesse culturale che si trovano in consegna nei musei o negli altri luoghi della cultura, le quali possono essere riprodotte ai sensi e con i limiti previsti dagli articoli 107 e 108 del Codice dei beni culturali e del paesaggio (autorizzazione da parte dell'amministrazione consegnataria e pagamento di un canone, salvo che la riproduzione non sia chiesta per scopi personali o didattici e non commerciali)». Infatti il Decreto Legislativo 22 gennaio 2004, n. 42, in materia di Codice dei beni culturali e del paesaggio (che ha anche disciplinato l'uso commerciale dei beni culturali) stabilisce che ogni tipo di riproduzione dei beni culturali è soggetta ad autorizzazione e al pagamento di un corrispettivo. 
Il problema non attiene quindi alla libertà di panorama: «qui infatti lo Stato e gli enti pubblici territoriali esercitano privative su qualunque copia possa derivare da un bene culturale di loro proprietà. Si tratta cioè di prerogative che non hanno nulla a che vedere con il diritto d'autore, trattandosi di facoltà che il Codice dei Beni Culturali riconosce allo Stato in quanto ente proprietario di oggetti qualificati come ‘beni culturali’». Peraltro, seppure la definizione di bene culturale in Italia dovesse essere considerata molto ampia, la stessa risposta scritta del Governo all'interrogazione Grillini riteneva liberamente fotografabili moltissimi di essi (erano citati il nuovo edificio dell'Ara Pacis e il Colosseo).
Nel 2007 l'argomento fu oggetto di un'inchiesta dell'editorialista Luca Spinelli, successivamente allegata a un'interrogazione parlamentare del deputato Franco Grillini. Nel febbraio 2008 il governo rispose all'interrogazione tramite il sottosegretario Danielle Mazzonis, affermando che qualsiasi «comportamento che non è vietato da una norma deve considerarsi lecito» e sottintendendo poi una sostanziale presenza della libertà di panorama nella normativa italiana in paragone a quella statunitense «che, similmente a quella italiana, consente di poter utilizzare le fotografie scattate in luoghi pubblici o aperti al pubblico per qualunque scopo, salvo che si tratti di opere d'arte non stabilmente installate in un luogo pubblico poiché in tal caso è necessaria l'autorizzazione del titolare». La risposta fu ritenuta erronea dallo stesso Spinelli e da altri esperti di diritto informatico.
Fecero seguito all'inchiesta giornalistica anche le interrogazioni dei deputati Gianni Mancuso e Mauro Bulgarelli, una lettera aperta del deputato europeo Cristiana Muscardini al ministro Rutelli, alcune proposte legislative locali, critiche giornalistiche, e tavole rotonde a tema, senza tuttavia giungere all'introduzione della normativa auspicata.
Per sanare anche questa situazione nel 2008 fu introdotto il comma 1-bis dell'articolo 70 della legge sul diritto d'autore, soggetto però a critiche pur essendo faticosamente entrato in vigore.
Nel 2012 è stato svolto dal progetto Wiki Loves Monuments un importante lavoro interpretativo delle norme.
Lo sviluppo più recente riguardo alla riproduzione fotografica, vd. la Legge n.106 del 29/7/2014, in particolare l'art. 108. "Canoni di concessione, corrispettivi di riproduzione, cauzione", in Gazzetta Ufficiale Online.

#### Lettonia
La legge della Lettonia sul copyright, nell'articolo 25, permette di scattare fotografie di opere di architettura, di fotografie, di arti visuali, di disegni e lavori artistici se mostrate permanentemente in luoghi pubblici. Le immagini possono essere usate solo per uso personale o in notizie concernenti eventi attuali e possono essere incluse in lavori a scopi non commerciali.
- (EN) Traduzione non ufficiale della legge sul copyright in Lettonia [collegamento interrotto], su portal.unesco.org.

#### Lituania
La libertà di panorama in Lituania è garantita dall'articolo 28 della legge sul copyright; il testo consente di produrre e pubblicare immagini di sculture e opere di architettura permanentemente installate in luoghi pubblici. Comunque esclude esplicitamente opere presenti in musei o mostre. La libertà di panorama è ad ogni modo soggetta ad ulteriori restrizioni - le opere non possono essere l'elemento centrale dell'immagine e la riproduzione non può essere usata direttamente o indirettamente per scopi commerciali.
- (EN) Traduzione non ufficiale della legge lituana sul copyright (PDF) [collegamento interrotto], su portal.unesco.org.

#### Lussemburgo
La regolamentazione è presentata nell'articolo 10 punto 7. Il detentore del copyright non può impedire "la riproduzione e la comunicazione delle proprie opere situate in un luogo accessibile al pubblico, quando tali opere non costituiscono il soggetto principale della riproduzione o della comunicazione."
- (FR) Traduzione non ufficiale della legge sul copyright del Lussemburgo [collegamento interrotto], su portal.unesco.org.

#### Polonia
La legge sul copyright del 4 luglio 1994, nell'articolo 33 punto 1, consente di diffondere opere permanentemente esibite in strade, piazze o giardini accessibili al pubblico a patto che la diffusione non sia per lo stesso uso. Il nome dell'autore e la fonte devono essere citati se consentito dall'articolo 34. Non occorre pagare, a patto che non si danneggiano gli interessi legittimmi del creatore previsti dall'articolo 34.
- Testo originale della legge polacca sul copyright su Wikisource (in polacco)
- (EN) Traduzione della legge polacca sul copyright [collegamento interrotto], su portal.unesco.org.

#### Portogallo
La legge portoghese sul copyright consente l'uso di opere permanentemente installate in luoghi pubblici. La legge fa esplicita menzione di edifici e sculture come esempio di tali opere (§75(2) q). "Uso" include scattare una fotografia di queste opere e pubblicarle (§68).
- Legge portoghese sul copyright Archiviato il 10 agosto 2015 in Internet Archive., versione del 24 agosto 2004 (in portoghese).

#### Regno Unito
La sezione 62 del Copyright, Designs and Patents Act britannico del 1988, consente ai fotografi di scattare fotografie di
(a) edifici, e
(b) sculture, modellini di edifici e opere di artigianato artistico se permanentemente installato in un luogo pubblico o in un luogo aperto al pubblico
senza infrangere il copyright. Si possono usare le fotografie per qualsiasi scopo.
La norma si applica solamente alle opere tridimensionali; non si applica alle opere bidimensionali come per esempio murales, scritte pubblicitarie, mappe o segnali. "Un'opera di artigianato artistico" significa qualcosa di tridimensionale e veramente artistico come un articolo di gioielleria. 
- Section 62 of the Copyright, Designs and patents Act 1988, su opsi.gov.uk.
- Public Art online on Section 62.

#### Repubblica Ceca
Fotografie, disegni, dipinti, film ecc. che rappresentano un'opera permanentemente installata in un luogo pubblico (incluse strade, piazze, parchi ecc.) possono essere distribuite senza la necessità del permesso da parte dell'autore originale. La norma non si applica alle riproduzioni tridimensionali.
- (EN) Czech Copyright Act (Law No. 121/2000), Articolo 33, su wipo.int. URL consultato il 3 settembre 2008 (archiviato dall'url originale il 28 novembre 2004).
- Czech Copyright Act su Wikisource (in cèco)

#### Romania
Per la legge rumena del 1996 sul copyright, immagini di opere architettoniche, di opere d'arte tridimensionali, di fotografie considerate opere d'arte o di opere dell'arte applicata permanentemente installate in un luogo pubblico possono essere pubblicate solo per usi non commerciali o se l'opera non è il soggetto principale dell'immagine.
- Legge rumena sul copyright, §33(1)(h) Archiviato il 16 maggio 2008 in Internet Archive..

#### Slovacchia
In accordo con la sezione 27 della legge slovacca sul copyright, la Slovacchia ha la libertà di panorama. Opere permanentemente installate in luoghi pubblici possono essere riprodotte liberamente per mezzo di disegni, pitture, fotografie o filmati; le immagini possono essere pubblicate liberamente e vendute senza il consenso dell'autore originale. 
- (EN)  Traduzione non ufficiale della legge slovacca sul copyright del 2004 Archiviato il 6 febbraio 2016 in Internet Archive.
- Legge slovacca sul copyright (in slovacco)

#### Spagna
L'articolo 35 del Decreto Legislativo Reale 1/1996 del 12 aprile 1996 e modificata con l'emendamento 5/1998 del 6 marzo 1998 dice:
- "Opere d'arte permanentemente installate in parchi o strade, piazze o altri luoghi pubblici possono essere liberamente riprodotte, distribuite e comunicate attraverso pittura, disegno, fotografia e processi audiovisivi."

Il testo originale in spagnolo:
Il successivo articolo 40bis dice che la legge sopra "non può essere così interpretata da poter essere applicata in modo tale da pregiudicare irragionevolmente i legittimi interessi dell'autore o interferire con il normale sfruttamento delle opere cui si riferisce". 
- Decreto Legislativo Reale 1/1996, su wipo.int. URL consultato il 3 settembre 2008 (archiviato dall'url originale il 26 maggio 2005).
- Emendamento 5/1998, su wipo.int. URL consultato il 3 settembre 2008 (archiviato dall'url originale il 28 febbraio 2005).
- (EN) Testo consolidato della Consolidated legge 1996 e dell'emendamento 1998, su wipo.int. URL consultato il 3 settembre 2008 (archiviato dall'url originale il 28 febbraio 2005).

#### Svezia
La legge sul copyright svedese consente, nell'articolo 24, di scattare fotografie di opere d'arte installate permanentemente in un luogo pubblico all'aperto. Si assume inoltre che è possibile lo sfruttamente commerciale. 
- The Swedish copyright act Archiviato il 15 settembre 2008 in Internet Archive. (in svedese)
- Articolo di un fotografo svedese professionista (in svedese)
- (EN) Traduzione del Swedish copyright act [collegamento interrotto], su portal.unesco.org.

#### Ungheria
In accordo con l'articolo 68 della legge ungherese sul copyright (1999/LXXVI) se un'opera d'arte, incluse le opere di architettura, è eretta a carattere permanente in un luogo pubblico all'aperto in un punto visibile liberamente, può essere fotografata senza necessariamente chiedere il consenso dell'autore. 
- (EN) Traduzione non ufficiale della legge ungherese sul copyright, su wipo.int. URL consultato il 3 settembre 2008 (archiviato dall'url originale il 22 dicembre 2007).

#### Svizzera
In Svizzera, le opere permanentemente installate in un luogo pubblico o in un luogo accessibile al pubblico possono essere fotografate e queste fotografie possono essere usate a fini commerciali, vendute, riprodotte o altrimenti pubblicate. Non è però possibile usare le immagini per lo stesso scopo dell'originale.
- Legge svizzera sul copyright, §27, su admin.ch.
- (DE) Merkblatt zur Schweizer Rechtslage (PDF), su schweizerpresse.ch. URL consultato il 3 settembre 2008 (archiviato dall'url originale il 29 settembre 2007).

### Oceania

#### Australia
La libertà di panorama è regolamentata dall'Australian copyright act nelle sezioni 65-68 che consente di scattare fotografie a edifici, sculture e a opere di artigianato a patto che siano installati permanentemente in luoghi pubblici o aperti al pubblico. Inoltre è consentito lo sfruttamento commerciale delle fotografie scattate (sezione 68).
- (EN) Australian copyright act, su austlii.edu.au.
- (EN) Nota riguardante la legge sul copyright in Australia che concerne i fotografi (PDF), su copyright.org.au.

#### Nuova Zelanda
La legge sul copyright in Nuova Zelanda segue quella della Regno Unito e consente di produrre e distribuire immagini di edifici, sculture e opere di artigianato che sono permanentemente installati in un luogo pubblico o in un luogo chiuso aperto al pubblico. La norma esclude la riproduzione di opere bidimensionali come i murales.
- (EN) §73 del Copyright Act 1994 della Nuova Zelanda, su legislation.govt.nz (archiviato dall'url originale il 4 aprile 2015).